# História da identidade gráfica da RTP
A história da identidade gráfica da RTP começou na década de 1950, com o começo da televisão em Portugal. Com a introdução de novas tecnologias e de novos canais, a identidade gráfica tornou-se uma prioridade para a distinção de canais.
Este artigo descreve o desenvolvimento das identidades gráficas dos canais RTP.

## História
A Rádio e Televisão de Portugal sofreu ao longo da sua existência algumas transformações no que diz respeito à sua identidade corporativa, levando-a a alguns reposicionamentos que transmitissem os conceitos, valores e a essência da empresa como reflexo da sua marca. Tendo sempre em linha de conta o seu principal público-alvo e uma preocupação constante na conquista de novos públicos, que se foi refletindo, de uma forma mais ou menos transparente, na sua marca gráfica ao longo das várias gerações.
Segundo a opinião dos técnicos do Departamento de Grafismo defendem que seria importante existir uma atualização da sua identidade corporativa, mas não de forma regular de modo a não se perder a fidelização do público e de todos os valores diretamente associados à marca. Devendo apenas existir uma atualização mais regular da linha gráfica de cada canal, tendo em consideração a sua história e a evolução gradual da linguagem audiovisual.

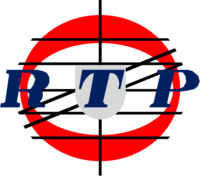
7 de Março 1957 - 1959
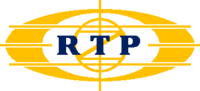
1959 - 1976
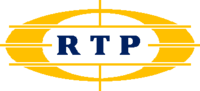
1976 - 1982
1982 - 1996
1996 - 30 de Março de 2004
31 de Março de 2004 - 6 de Março 2016
7 de Março 2016 - presente

## RTP2

### 1978 - 1980
O primeiro logótipo da RTP2 como uma entidade separada (até então era costume usar o logótipo da RTP) surgiu a 16 de outubro de 1978 e consistia em letras minúsculas elegantes, com o 2 formado no 't'. O logótipo é famoso por aparecer na série Zé Gato, que foi ao ar no canal. O separador do canal constituía no desenho das letras "r", "t" e "p", com o número 2 formado no "t", com o "t" a transformar-se no 2.

### 1990 - 1992

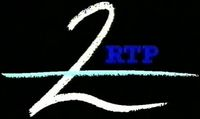
Logo da RTP2 entre 17 de Setembro de 1990 até 13 de Setembro de 1992.

Em 1990 um permanente, branco e opaco logótipo foi introduzido. O logótipo era um "2" manuscrito. Os separadores consistiam principalmente em várias frutas picadas no meio do logótipo, acompanhado de peças de música sintetizados. Na abertura de emissão, o filme consistia em um desenho animado de uma linha que saía de uma antena de emissão a entrar num aparelho de TV, mais tarde formando o logo. No fim de emissão, foi usada uma animação com o mesmo estilo, mostrando uma tempestade em alto mar e caravelas portuguesas, ao som do hino nacional de Portugal.

### TV2 (1992 - 1996)
Mais tarde, a 14 de setembro de 1992, RTP Canal 2 foi renomeada de TV2, e o logótipo era uma listra amarela formando um "2", e dois pedaços de quartzo que formam a palavra "TV". Os separadores na época contaram com listras com destaque amarelo. Em 1994, o visual mudou um pouco a um fundo amarelo com diversos matizes, mas o logótipo permaneceu o mesmo.

### RTP2 (1996 - 1998)

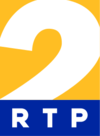
Logo da RTP2 entre 29 de Abril de 1996 até 11 de Outubro de 1998.

A TV2 foi rebaptizada de RTP2 a 29 de abril de 1996, e o novo logótipo consistiu num branco "2" num fundo laranja claro, com as letras "RTP" por baixo em branco, cobertas em um fundo azul escuro. Os separadores da RTP2 consistiam principalmente no logótipo brilhando em vários temas, tais como máquinas de escrever, listras (uma referência à identidade anterior), um grupo de pessoas dançando, acompanhado por uma melodia orquestral com arranjos de harpa proeminente, violino e violoncelo. Este pacote gráfico do canal continua a ser, de longe, um dos mais originais e criativos já feito pela televisão portuguesa.

### 1998 - 2000

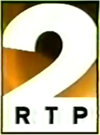
Logo da RTP2 entre 12 de Outubro de 1998 até 27 de Janeiro de 2002.

A 12 de outubro de 1998, um novo pacote gráfico, desenhado por Thomas Sabel em Novocom, foi introduzido, dando predominância de pessoas reais e adicionando verde para o esquema de cores do canal. Isso foi alterado por outro mais simples em 2000, projetado pela BBC Broadcast. O logótipo é alterado ligeiramente, desaparecendo o fundo azul escuro.

### 2000 - 2002
Em outubro de 2000, uma nova identidade gráfica estreia, substituindo a anterior por um com o fundo verde e o logótipo da RTP2. Apenas um separador foi utilizado.

### 2002 - 2004

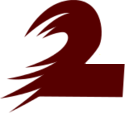
Logo da RTP2 entre 28 de Janeiro de 2002 e 4 de Janeiro de 2004.

O logótipo da RTP2 foi alterado novamente em 28 de janeiro de 2002. Apenas um separador foi utilizado durante a vigência do presente logótipo, e consistiu de uma representação do logótipo de branco, com um fundo laranja escuro.

### 2:(2004 - 2007)

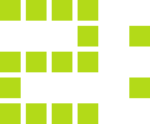
Logo da Dois (RTP2) entre 5 de Janeiro de 2004 e 18 de Março de 2007.

A 5 de janeiro de 2004, o canal sofreu uma das suas maiores remodelações da sua história, assumindo uma nova postura passando a ser designado por 2:, autonomizando-se da RTP1, e tomando conta dos Estúdios do Lumiar, em Lisboa, que tinham sido deixado vagos pelo primeiro canal que se mudara para as actuais instalações. Como resultado, o canal foi agora forçado a se concentrar em interesses culturais e da sociedade civil.
O logótipo foi desenhado pela Brandia Central.
A sua identidade e conceito também foram substituídos no mesmo dia, às 21h. "2:" (a dois) tornou-se o nome do canal. Os separadores da "2:" foram feitas com CGI e acompanhados por música eletrónica e clássica, com arranjos para piano de destaque, como sintonizador o canal. Vários separadores foram utilizados, como, por exemplo, o cubo de Rubik, em que, no cubo,  estava representado o logótipo do canal. Outro dos separadores utilizados foi um em que estavam representadas várias televisões que constituíam o logótipo do canal.